# Rhopalomeces rimosus
Rhopalomeces rimosus là một loài bọ cánh cứng trong họ Cerambycidae.